# شي تيشنغ
شي تيشنغ (بالصينية: 史铁生)‏ (4 يناير 1951 في بكين - 31 ديسمبر 2010 في بكين) روائي من الصين.